# Larsen
| Drenge- | Drenge-   | Pige- | Pige-    | Efter- | Efter-      |
| ------- | --------- | ----- | -------- | ------ | ----------- |
| 1       | Peter     | 1     | Anne     | 1      | Nielsen     |
| 2       | Michael   | 2     | Mette    | 2      | Jensen      |
| 3       | Lars      | 3     | Kirsten  | 3      | Hansen      |
| 4       | Jens      | 4     | Hanne    | 4      | Andersen    |
| 5       | Thomas    | 5     | Anna     | 5      | Pedersen    |
| 6       | Henrik    | 6     | Helle    | 6      | Christensen |
| 7       | Søren     | 7     | Maria    | 7      | Larsen      |
| 8       | Christian | 8     | Susanne  | 8      | Sørensen    |
| 9       | Martin    | 9     | Lene     | 9      | Rasmussen   |
| 10      | Jan       | 10    | Marianne | 10     | Jørgensen   |

 For alternative betydninger, se Larsen (flertydig). (Se også artikler, som begynder med Larsen)
Larsen er det 7. mest almindelige danske efternavn. Navnet betyder søn af Lars.

## Kendte personer med navnet
- Aksel Larsen, dansk politiker.
- Bent Larsen, dansk skakspiller,skakstormester og forfatter.
- Buster Larsen, dansk skuespiller.
- Camma Larsen-Ledet, dansk politiker, borgmester og minister.
- Dorothy Larsen, kgl. dansk kammersanger og direktør.
- Gunnar Helweg-Larsen, dansk chefredaktør.
- Helge Larsen, dansk politiker og undervisningsminister.
- Hugo Larsen, dansk maler.
- Jan Larsen, dansk fodboldlandsholdsspiller.
- Johannes Larsen, dansk maler og grafiker.
- John Larsen, dansk skuespiller.
- Kim Larsen, dansk sanger, sangskriver, forfatter og guitarist.
- Lars Larsen-Ledet, dansk journalist, redaktør og forfatter.
- Leif Olve Dolonen Larsen, norsk atlet
- Niels Larsen Stevns, dansk maler.
- Søren Peter Larsen, dansk politiker, arbejds- og socialminister.
- Thøger Larsen, dansk digter.
- Viggo Larsen, dansk filminstruktør og skuespiller.